# Stary cmentarz żydowski w Błaszkach
Stary cmentarz żydowski w Błaszkach został założony około 1830 roku. Pierwszym grabarzem był Jakób Huberman. Cmentarz został zniszczony podczas II wojny światowej. Po wojnie jego teren ogołocony z nagrobków jest używany jako pole orne.